# María Lupita García Zavala
Santa Madre María Guadalupe García Zavala (Zapopan, Jalisco; 27 de abril de 1878 - Guadalajara, 24 de junio de 1963) fue una religiosa mexicana, cofundadora de la Congregación de las Siervas de Santa Margarita María y de los Pobres. Sus padres fueron Fortino García Venegas y Refugio Zavala Orozco de García.
Recibió el sacramento del bautismo en la parroquia de San Pedro Apóstol en Zapopan. Recibió la primera comunión el 8 de septiembre de 1887, en la basílica de Zapopan. A los 20 años de edad comenzó a participar en la Conferencia de la Beata Margarita, filial a la conferencia de San Vicente de Paúl. Esta Conferencia se dedicaba exclusivamente a obras de caridad.
Tuvo un noviazgo con Gustavo Arreola, y estando prometida en matrimonio a los 23 años, sintió la llamada del Señor Jesús para consagrarse a la vida religiosa y especialmente dedicarse a los enfermos y a los pobres.
Lupita le contó sus inquietudes a su director espiritual el padre Cipriano Iñiguez Martín del Campo, quién apoyó a la madre Lupita a fundar una Congregación Religiosa para atender a los enfermos del Hospital, así juntos el 31 de octubre de 1901, la Congregación Religiosa de "Siervas de Santa Margarita María y de los Pobres". Juntos procuraron atender a los enfermos, en aquel entonces con muchas carencias materiales y buscando siempre apoyarlos espiritualmente. Durante las épocas de crisis la orden se vio obligada a mendigar por las calles para obtener fondos.
A partir de 1911 la vida religiosa se vio crudamente perseguida por diferentes revolucionarios como lo fue bajo Venustiano Carranza, Álvaro Obregón y sobre todo bajo la persecución religiosa a cargo de Plutarco Elías Calles bajo la llamada Ley Calles. Este fue un periodo sangriento de persecución que no terminó antes de 1936. En ese tiempo el ser religioso o sacerdote significaba un peligro de muerte. Las hermanas de la madre Lupita durante este periodo arriesgando su vida ocultaron en el hospital al entonces Arzobispo de Guadalajara, Francisco Orozco y Jiménez y a otros sacerdotes.
En la vida de la madre Lupita se abrieron 11 congregaciones por en México y actualmente cuentan con 22 fundaciones de las Siervas de Santa Margarita María y de los Pobres en este país además de Perú (Misión en Camporredondo, Asilo de Ancianos y Noviciado en Chachapoyas, ambos en el Depto. de Amazonas), Estados Unidos, Islandia, Grecia e Italia.
La Madre Lupita murió, el 24 de junio de 1963 en Guadalajara, Jalisco, México a la edad de 85 años.
Beatificada el 25 de abril de 2003 bajo aprobación de la Congregación para las Causas de los Santos la cual reconoció a finales de diciembre de 2003 un milagro atribuido a la madre Lupita.
Fue canonizada el 12 de mayo de 2013 en Roma por el papa Francisco siendo esta su primera ceremonia de canonización junto a Santa Laura Montoya y a los Mártires de Otranto.